# Картель Северной долины
Картель Северной долины (исп. Cartel del Norte del Valle) — колумбийский наркокартель, действовавший в основном в департаменте Валье-дель-Каука. Картель стал известен во второй половине 1990-х годов, после распада Медельинского картеля и картеля Кали. В последнее время наркокартель возглавляли братья Луис Энрике и Хавьер Антонио Калье Серна (он же Лос-Комба), последний был экстрадирован в 2012 году в Соединенные Штаты.

## Деятельность
Согласно Федеральному бюро расследований Диего Монтойя ответственен за производство и распространение нескольких тонн кокаина в Соединенные Штаты. Также, по данным ФБР, Монтойя и его организация пользовались защитой как левых, так и правых незаконных вооруженных формирований, которые американское правительство рассматривает как террористические организации.
Согласно обвинительному акту RICO, между 1990 и 2004 годами картель Северной долины поставил для перепродажи более 500 тонн кокаина на сумму $10 миллиардов от Колумбии до Мексики и в конечном счёте в Соединенные Штаты. Картель использовал насилие, включая убийство конкурентов, людей, которые не заплатили за кокаин и сотрудников, которые, как полагали, были осведомителями.
В обвинительном акте было указано, что участники картеля использовали услуги Объединенных Сил Самообороны Колумбии (AUC), правой военизированной группировки, классифицированной на международном уровне как террористическая организация, чтобы защитить маршруты наркотрафика, нарколаборатории, участников и партнёров картеля. AUC признана Государственным департаментом США одной из 37 иностранных террористических организаций.
Лидеры картеля использовали подкуп в отношении колумбийских правоохранительных органов и колумбийских законодателей, в частности, была предпринята попытка заблокировать экстрадицию колумбийских наркоторговцев в США. Согласно обвинительному заключению, участники картеля прослушивали телефонную связь для перехвата разговоров колумбийских и американских сотрудников правоохранительных органов, а также соперничающих наркоторговцев.

## Изменения в руководстве
Ранее лидерами картеля были Орландо Хенэо, Франко Монтигес, Диего Леон Монтойя Санчес, Уилбер Варела, и Хуан Карлос Рамирес Абадиа. До своего ареста в конце 2007 года Диего Монтойя входил в список десятерых самых разыскиваемых ФБР преступников.
В 2003 году в результате ожесточенной конкуренции картель разделился на враждующие фракции. Эрнандо Гомес, Уилбер Варела и их ближайшее окружение, зная о росте числа экстрадиции в США участников картеля, по-видимому, пытались договориться с Управлением по борьбе с наркотиками США о возможном соглашении о сдаче. Это предложение было резко отклонено Диего Монтойя и несколькими другими наркобаронами картеля. На Варела было совершено покушение, он был ранен несколькими выстрелами. Варела объявил войну Диего Монтойя, которого считал ответственным за покушение.
Эта ситуация привела к жестокой войне наркобаронов, в результате которой за период между 2003 и 2004 годами в департаменте Валье-дель-Каука были убиты более 1000 человек. Колумбийские власти были вынуждены вмешаться, чтобы активизировать усилия правоохранительных органов в отношении картеля, в результате чего в 2004 году было арестовано около 100 убийц, в том числе участников соперничающих группировок, а в 2005 был арестован близкий соратник Варела Хулио Сесар Лопес. 4 июня 2008 Хулио Сесар Лопес был приговорен федеральным судом в Нью-Йорке к 45 годам заключения. Также было захвачено более 100 миллионов долларов в активах и наличных деньгах.
Эти события повлияли на решение нескольких участников картеля заключить сделку с колумбийскими и американскими властями в конце 2004 года и начале 2005 года, путём как прямого предложения переговоров или использования возможной защиты.
10 сентября 2007 года в Колумбии был арестован Диего Монтойя. Уилбер Варела был убит в венесуэльском городе Мерида.